# عبداللطیف نصیر
عبداللطیف نصیر (عربی: عبد اللطيف نصير؛ زادهٔ ۲۰ فوریهٔ ۱۹۹۰) بازیکن فوتبال اهل مراکش است.
از باشگاه‌هایی که در آن بازی کرده‌است می‌توان به باشگاه ورزشی مغرب فاسی، باشگاه فوتبال الفتح، و باشگاه فوتبال الوداد کازابلانکا اشاره کرد.
وی همچنین در تیم‌های ملی فوتبال زیر ۲۳ سال مراکش و مراکش بازی کرده‌است.